# トップランディング

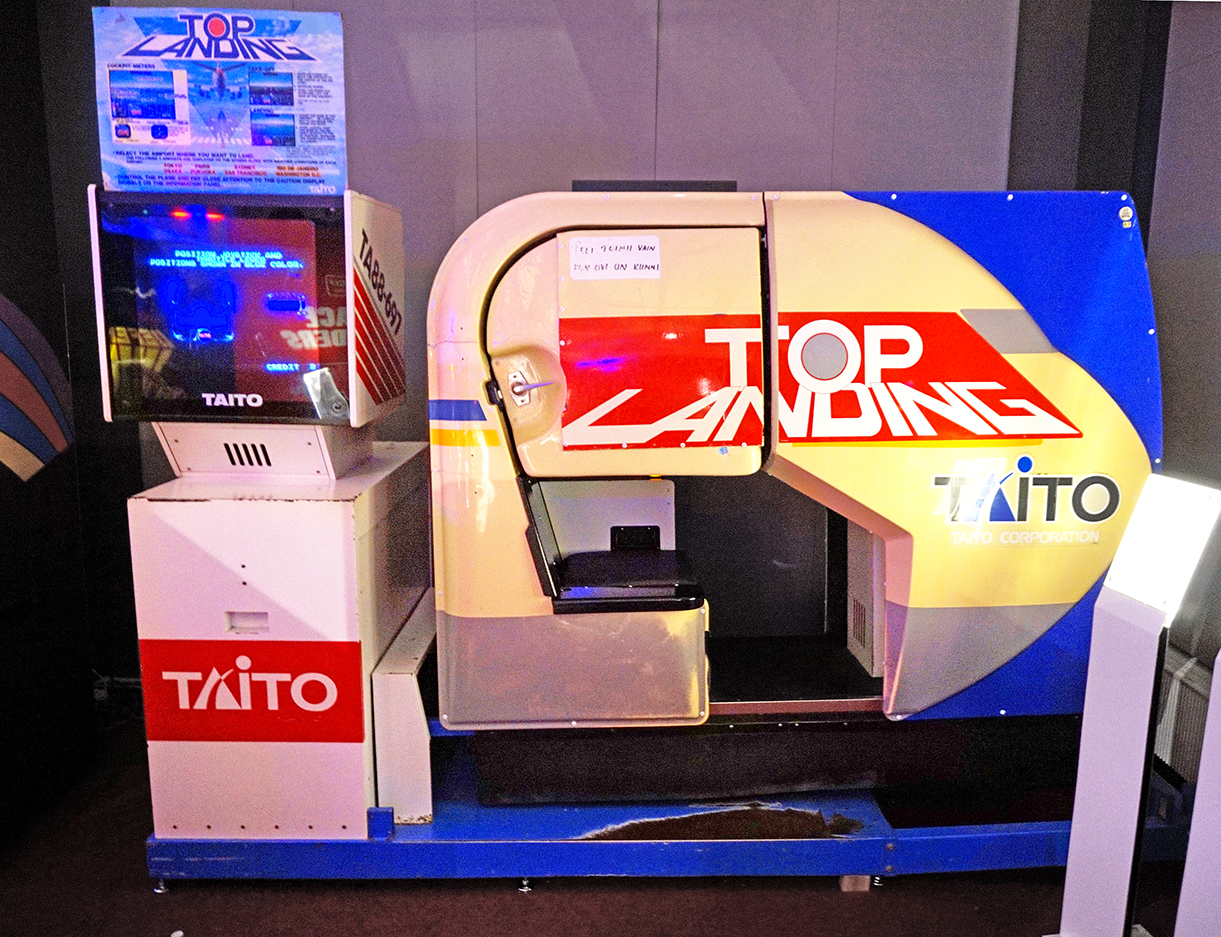

『トップランディング』（TOP LANDING）は、タイトーが1988年に発売したアーケードゲームの1つで、3Dポリゴンを採用したフライトシミュレーションゲーム。前作『ミッドナイトランディング』に続く「ランディングシリーズ」の第2弾に当たる。

## 概要
旅客機の離着陸という設定がフライトシミュレーションという雰囲気を強めている。しかし、フライトシミュレーションとはいうものの、ゲーム性が強く、挙動のリアリティが低いため現実とかけ離れているところが多い。
BGMは、1988年11月21日にポニーキャニオンから発売されたゲームサウンドトラックCD『究極タイガー -G.S.M.TAITO 2-』に収録されている。また、2008年6月11日よりiTunes Storeにて各空港のジングルも含めた全曲目のダウンロード販売が行われている。
筐体はミッドナイトランディングと同じ専用の大型筐体を使用し、飛行状態により筐体が傾斜したり振動したりする仕組みになっていた。筐体は、1人用で扉が閉まる形でいかにもコックピットといった雰囲気である。操作は操縦桿とスロットルレバーの2つで行うため、シンプルな構造をしている。また、筐体の後方には筐体内と同じ映像を映し出すモニターが配置され、観客にもフライトの様子を見られるような工夫がされていた。これとは別に、狭小店舗用のアップライト筐体も同時リリースされた。
また、このゲームの特徴の1つとして、客室乗務員の機内アナウンスや管制塔からの指示などが画面表示だけでなく実際に声でも知らせてくれることがあげられる。
ゲームセンターでの稼働が終了した以降でも航空科学博物館などの航空機展示施設や空港などで設置されている場合がある。
1992年ごろから2002年頃あたりの範囲で、東京ディズニーランド内にあったスターケードは、本作品を制作したタイトーによる運営があったため、スタンディング筐体の本ゲームが設置していた。（最終的にいつまで設置されていたか不明、目撃談としては先の範囲）

## ゲーム内容
プレイヤーは、タイトーエアライン（TA）という架空の航空会社のパイロットで、自らが操縦する航空機を離着陸させることを目的とする。ゲームの流れは、最初に離陸ステージがあり、その後に8ヶ所の空港に着陸を行う着陸ステージの構成で、合計全9ステージとなる。着陸する空港の順番はプレイヤーが任意で選択できる。
離陸の際は、どんなにミスをしてもゲームオーバーになる事はなく、必ず1回の着陸を行うことができる。着陸時に滑走路または滑走路外への「墜落（クラッシュ）」、着陸後の「オーバーラン」、飛行範囲外へ出るまたは着陸後に滑走路外へ出る「コースアウト」によりゲームオーバーとなる。
ゲーム終了後に得点が表示される。離陸、着陸で計算方法は違うが、共に満点は100点で最低点が0点。全9ステージの最高得点である900点を出すことは不可能に近い。逆に全ステージクリア時に最低点の0点にすることもまた難しかった。
「昼間」「夕方」「夜間」の3種類の時間帯設定と「晴れ」「曇り」「雨」の3種類の天気が設定されている。天気は空港選択時にマークで表示されているが、時間帯は空港選択後にしかわからない。この時間帯の設定は、画面上「見やすい」「見にくい」の差はあるもののゲームとしての難易度に差はなかった。

### ゲーム画面
コックピットから見た風景がメインで映し出される。画面上部には管制塔からの指示メッセージなどの表示、画面下部には各種計器が表示されていた。どちらかといえば自動車の運転席に近く、全機種とも同一のレイアウトである。ゲームの前半は風景を見ながらプレイしても問題ない位の難易度であるが、後半はほとんど計器類ばかりを見ながらのプレイで、風景を見る余裕などないくらいの難易度となっている。状況によりUFOを目撃することができる筐体も存在する。

### 離陸ステージ
離陸する空港は架空の「TAITO空港」。
離陸は決められた制限時間内に一定高度（952m前後）に達することが要求される。画面に表示される指示に従い飛行機を滑走路へと誘導し、最終的に「TAKE OFF」が表示されるとクリアとなる。
滑走路外へのはみ出し、オーバーラン、離陸後の墜落、タイムオーバーにより離陸失敗となるが次の着陸ステージへ進むことはできる。離陸に失敗すると0点となる。
離陸フォームは70点満点で、残り時間が1秒1点で加算される。

### 着陸ステージ
最初に着陸する空港を操縦桿とスタートボタンで選択する。選択後に状況説明（空港名、高度、天気、使用旅客機）が表示され「GO!」と共に着陸がスタートする。
ステージ開始時には機体は滑走路の真正面にあり、空港によっても異なるがおおむね高度2000 - 2500m、距離10000m前後の位置にある。操縦桿で機体の姿勢を調整し、機体の滑走路との相対位置を計器で確認しながら高度および滑走路との位置を正しくあわせ、スロットルレバーで速度を調整しつつ滑走路への着陸を目指す。ただしスロットルレバーは着陸ステージではほとんど意味をなしておらず、スロットルレバーを切った滑空状態でも着陸が可能となっている。複数の平行滑走路のある空港ではゲーム毎に着陸する滑走路が変わるが、着陸対象の滑走路は画面上で強調表示されている。
接地後は一切の操作ができず、減速していくのをただ見守るのみである。滑走路中心線からの多少のずれは自動的に補正されるが、機体が滑走路に対してあまりにも横に向いていた場合は、着陸後に滑走路を横切りコースアウトしてしまう。
正しく着陸できた場合には客室乗務員の機内アナウンスが始まり、滑走路上に静止すると共に「LANDING」の文字が表示されてステージクリアとなる。オーバーランないしその寸前となる場合は機内アナウンスが始まらない。オーバーランしそうな場合でも再離陸などはできない。
ステージが進むにつれ風が強くなり着陸を難しくさせる。ノーマル設定時は、最初のステージは無風状態のため、操縦桿を左右に倒さなくても、上下に操作するだけで着陸可能となっている（ハード設定以上だと最初のステージから風が吹いている）。対して後半は台風クラスの強風となり、さらに着陸寸前に風向が反転するという状況もあるため、非常に難しい。
ステージが進むと旅客機も「小型旅客機」「中型旅客機」「大型旅客機」と変化する。機体が大きくなるにつれて巡航速度が上がり、オーバーランの危険性が増すほか、操作性も徐々に悪くなり難易度が上がる。
ノーマル設定時のステージ内訳は以下の通り。
ステージ1
練習機。無風（筐体によってはステージ1から風速1mのものもあった）。
ステージ2 - 3
小型旅客機。ステージ2は風速1mないし2m、ステージ3は風速2mないし3mで風向きの変化はない。
ステージ4 - 6
中型旅客機。横風は風速4mから6m程度。風向きの変化はステージ中3 - 4回。
ステージ7 - 8
大型旅客機。横風は初期値は8m程度だが風向きの変化により最大で15mにまで上がることがある。風向きの変化はステージ中5 - 6回。
ステージBGMも上記の内訳で変更される。
着陸後は、飛行経路を上と横から見たフライトパスが表示され、その中で減点対象となる行為があった場合にその内容が表示される。点数は100点からの減点方式で、減点対象は「蛇行」「急降下」「急上昇」「接地点」「機首上げ」「着陸速度」の6種類。蛇行、急上昇、急降下の3つは1回につき10点の減点で、機首上げ、接地点はタッチダウンの時に1回だけ（最大30点）減点される。なお、対象外の滑走路にも着陸可能であるが、一律0点として評価される。
低空飛行を行うと、管制塔から「UP」の緊急指令が出されるが、「急降下」や「蛇行」を伴わない限り減点対象とはならない。

### 隠し要素
- スタッフロールにバブルボブルのキャラクターが登場する。
- オールクリアするとスコアランキングに入力した名前の左にバブルボブルのキャラクターが表示される。
- オールクリアした直後のデモ画面は最終ステージのプレイが再生される。
- DX筐体版のスタートボタンには電球が実装されており本来はスタート前に点灯する。しかし電球切れが判明しにくく特殊な電球だったため、タイトーに補修部品として発注する必要があった。
- UFOが飛行することがあるが、正確な発現パターンは不明。

### 着陸空港
空港により着陸までの距離や高度に違いがあるために難易度が異なった。そのため、難易度が高い空港を最初の方に選択するのが全空港攻略の近道だった。日本の「東京」「大阪」「福岡」は難易度が低めで、「パリ（ド・ゴール）」「サンフランシスコ」「シドニー」は難易度が高めの設定だった。特に「ド・ゴール国際空港」の滑走路は距離が短く、強風・雨天時の着陸は滑走路への進入速度を抑えてもオーバーランしてしまう確率が高く困難を極める。これに対し「シドニー国際空港」の滑走路は長く、雨天時であっても進入速度の影響は比較的低い。
- 東京 - 東京国際空港（羽田）
- 大阪 - 大阪国際空港（伊丹）
- 福岡 - 福岡空港
- リオデジャネイロ - リオデジャネイロ国際空港
- ワシントンD.C. - ワシントン・ダレス国際空港
- サンフランシスコ - サンフランシスコ国際空港
- パリ - シャルル・ド・ゴール空港
- シドニー - シドニー国際空港

## エンディング
全8空港の着陸を成功させるとエンディングを見られる。これは、スタッフロールと共に、最後にプレイした内容が夕方の晴れのコンディションで再生される。
最後にセレクトした空港の飛行時間の長短よって、着陸までの風景を見られる場合と、途中で風景がなくなりスタッフロールだけが表示される場合がある。途中から風景がなくなる場合は、おおよそ最後の飛行の天気が曇りの場合に発生し、これは曇りで機体が揺動した分の座標の差がゲームフライトの記録に取り込まれず、滑走路外での着地と判定がされてしまい、エンディング時には着地と同時に背景がきえてしまうものと思われる。
エンディングのBGMはモーツァルトの「アイネ・クライネ・ナハトムジーク」をZUNTATAがアレンジしたものを使用していた。
『究極タイガー－G.S.M.タイトー 2－』 に収録 
（ 販売元 ポニーキャニオン/サイトロン  型番 CD：D28B0008  価格 ￥2800  発売日 1988年11月21日）

### 音声アナウンス
管制官、パイロット、女性客室乗務員のサンプリング音声が収録されている。すべて英語。以下はその例である。
- 管制官「This is control tower. 8 thousand meters to touchdown, Over.」（10kmから2kmずつ管制塔からのアナウンスがある）
- 管制官「EMERGENCY, LEFT TURN, LEFT TURN」（滑走路を基準として左右に逸れている場合、計器表示の赤メモリ以上から警告され、高度が高すぎても低すぎても同様に警告がある）
- 客室乗務員「Ladies and Gentleman, Thank you very much for flying with JT-2610. We have just landed at 空港名 Airport. Please remain seated until the plane has comes to complete stop, Thank You ! 」（着陸成功時には到着空港に着いたと機内アナウンスを喋る）
- パイロット「Roger」（管制塔の誘導に対してのみ返事をする）

## 移植版
| No. | タイトル                                        | 発売日         | 対応機種              | 開発元             | 発売元   | メディア | 型式 | 備考                                            |
| --- | ----------------------------------------------- | -------------- | --------------------- | ------------------ | -------- | -------- | ---- | ----------------------------------------------- |
| 1   | イーグレットツー ミニ アーケードメモリーズVol.3 | 2024年12月19日 | イーグレットツー ミニ | 瑞起 ※本体の開発元 | タイトー | SDカード | -    | 追加SDカードに入っている10作品の1つとして収録。 |

イーグレットツー ミニ版
- タイトーが何らかの形で関わったアーケードゲームを多数収録した「復刻系ゲーム機」の1タイトルとして収録。家庭用初移植となる。

## 関連作品
- ミッドナイトランディング（1987年）
- エアインフェルノ（1990年）
- ランディングギア（1996年）
- ランディングハイジャパン（1999年）